# أسبارتات المغنيسيوم
أسبارتات المغنيسيوم هو ملح المغنيسيوم لحمض الأسبارتيك، ومكمّل معدنيّ.